# Lozay
 Lozay  es una población y comuna francesa, situada en la región de Poitou-Charentes, departamento de Charente Marítimo, en el distrito de Saint-Jean-d'Angély y cantón de Loulay.

## Lugares y Monumentos
- Iglesia de Saint-Pierre de Lozay, fortificada del siglo XII clasificada Monumento Histórico en 1953. La fortificación tiene aspilleras en cruz.[3] En el interior, altar mayor y tabernáculo con dos personajes portando velas en madera dorada (protegido desde el 30 de noviembre de 1984).[4]
- Lavadero y fuente situados en las inmediaciones de la villa, en un lugar llamado Puy Bardon.
- El Jardín de escultura románica de Lozay, inaugurado en 1992 en el área de descanso de Lozay (autopista A10, dirección a España). Es una zona para pasear entre fidedignas copias de esculturas representativas de la Saintonge románica. Está situado a 1,5 km al sur de la villa y está abierto todo el año.
- Esculturas que adornan el pueblo como fruto de simposios de escultura en piedra "La Pierre et le Ciseau" ("La piedra y el cincel"), que durante años consecutivos han constituido un importante acontecimiento en la zona, acogiendo artistas de renombre.[5]
- Bosque de Essouvert, situado a 1,5 km al sudeste.
- Réplica de la linterna de los muertos de Fenioux que fue construida en el área de descanso de la autopista A10 en 1994.

## Demografía
| 303 | 270 | 223 | 192 | 170 | 184 |
| Para los censos de 1962 a 1999 la población legal corresponde a la población sin duplicidades (Fuente: INSEE [Consultar]) |     |     |     |     |     |